# 厚叶刺蕨
厚叶刺蕨（学名：Egenolfia crassifolia）为实蕨科刺蕨属下的一个种。